# Антони Райжеков
Антони Райжеков е български театрален режисьор, звуков и визуален, интердисциплинарен артист.
Роден е в София. Учи последователно режисура и актьорско майсторство в НАТФИЗ (2001 – 2008), джаз импровизация във Виена Консерваториум (2008 – 2013) и информационни технологии – в серия от професионални курсове към LearningTree, Лондон.
Антони Райжеков е асоцииран преподавател по експериментални медии в катедра „Медия и дигитални технологии“ към Университета за приложни науки в Санкт Пьолтен (Австрия) от 2011 г. От 2016 г. е гост-преподавател по „Дигитални Изкуства“ в Националната художествена академия – София.
Работи и твори във Виена и София.
Негови работи участват на международни изложби, фестивали и форуми, измежду които: European Forum Alpbach (2019), EXPERIMENTA Биенале (2018) – Гренобъл, KLANGMANIFESTE Festival (2018) – Виена, Akademie Schloss Solitude (2017) – Щутгарт, ACT Festival (2016) – Гванджу, Южна Корея, ARS Electronica Center, Intermedia Body (2016) – Линц, Künstlerhaus Mousonturm – NODE (2015) – Франкфурт, Градска галерия Залцбург (2013 и 2018) и др.

## Изложби в България
- „Изкуство и политика“ – част от изложба в Гьоте институт София, октомври 2020[3]
- „Премълчители“ – самостоятелна изложба в ИСИ – София, март-април 2021
- „Пандемична звукова карта“ – част от изложба „Изкуство и политика – конфронтации и съжителства“ в галерия „Структура“, ноември 2021
- „Прояви на изобилието“ – част от биоарт изложба в Националната галерия, Софийски арсенал – Музей за съвременно изкуство, март 2021[4]

## Филмография
- Вампири, таласъми (1992) – Тинко